# زرشک دورنگ
زرشک دورنگ (نام علمی: Berberis bicolor) نام یک گونه از سرده زرشک است.